# Femeia în roșu (film din 1997)
Femeia în roșu este un film românesc din 1997, regizat de Mircea Veroiu. Rolurile principale sunt interpretate de Elena Albu, Dragoș Pâslaru, Radu Amzulescu, George Petcu și Răzvan Popa. Acesta a fost ultimul film realizat de Mircea Veroiu; regizorul a decedat la două luni după premiera filmului.
Filmul relatează câteva aspecte din viața Anei Cumpănaș (1889-1947), cunoscută ca „Femeia în roșu”, care a ajutat FBI-ul la prinderea gangsterului american John Dillinger (1903-1934) în perioada prohibiției.

## Rezumat
Filmul începe cu examinarea cadavrului Anei Persida Cumpănaș (Elena Albu) la 21 aprilie 1938 de către Tit Liviu Podoleanu (Dragoș Pâslaru), medic legist șef pe lângă Tribunalul din Timișoara, în prezența procurorului Ioan Ispas (Cătălin Crișan). Cadavrul fusese deplasat, iar medicul legist nu poate emite nicio ipoteză preliminară.
Medicul a cunoscut-o în tinerețe pe Ana Cumpănaș la castelul ducesei Nako (Olga Tudorache) din Lunga, un sat în care locuiau români și sârbi. Deși cei doi tineri se iubeau, ei au trebuit să se despartă. Cu sprijinul financiar al aristocratei văduve, tânărul Podoleanu a fost trimis la studii la Liceul Piariștilor din Timișoara și apoi la universitate, pentru a deveni medic. Ana a fost nevoită să se căsătorească la presiunea tatălui ei cu un bărbat pe care nu-l iubea și cu care a plecat în America.
Aceste secvențe proveneau dintr-un film care era realizat de doi studenți la Academia de Film, scenarista Tina (Cătălina Mustață) și regizorul Paul (Marius Stănescu). Ei sosesc în satul Lunga, vizitează castelul ducesei Nako și vor să facă un film despre Ana Cumpănaș, o femeie care se născuse în acel sat și plecase în SUA, unde l-a predat poliției pe gangsterul John Dillinger. Cei doi tineri vorbesc cu oamenii care au cunoscut-o pe acea femeie, printre care și o femeie în vârstă pe nume Lena care o cunoscuse pe Ana Cumpănașu la Chicago. Studenții se contrazic dacă să facă un film documentar sau un film de ficțiune.
Emigrată în America, Ana Cumpănaș (devenită Anna Sage) se despărțise de soțul ei, Mihai, cu care avea un băiat pe nume Steve. Ea devenise patroana barului Sweet Grove Club și a cantinei Siolak. Un tânăr pe nume John Dillinger (Radu Amzulescu) este trimis de Joe Costello pentru a livra niște mașini de slot la bar, ocazie cu care o cunoaște pe Anna Sage. Barul și cantina femeii sunt un loc de întâlnire pentru românii din Chicago, printre care se află și Vichentie cu fiica lui, Anghelina (Angie Lena). La etajul barului funcționa o casă de toleranță discretă, cu încuviințarea unui polițist pe care Anna îl mituia periodic. Polițistul este transferat în altă parte, iar în locul lui vine Martin Zarkovich (George Petcu), un sârb originar din Chichinda. Noul polițist o anunță că s-a adoptat în America o lege privind prohibiția, iar localul ar trebui închis în câteva luni. El se declară dispus să o ajute pentru câteva mii de dolari în plus.
Între timp, gangsterul John Dillinger participase la câteva jafuri armate și devenise inamicul public nr. 1 din Chicago, după Al Capone. Într-o seară, după ce abia scăpase cu un prieten dintr-un schimb de focuri, sosește la barul Annei Sage și este găzduit acolo pentru câteva zile. Cei doi devin amanți.
Anna se întoarce în vizită în România pentru a-și revedea tatăl. Pe vapor ea îl cunoaște pe studentul Liviu Balș (Răzvan Popa), cu care are o relație. Nenea Ciovu (Mircea Andreescu), tatăl ei, o primește rece, deși femeia îi trimisese frecvent bani din America. Ducesa Nako o cheamă la castel și-i spune că Tit Liviu Podoleanu devenise medic legist șef al Timișoarei și lucra alături de profesorul Mina Minovici, dar în viața sa nu mai fusese nicio femeie.
Reîntoarsă în America, Anna Sage este abordată de Zarkovich care devenise agent special al FBI. El îi spune că este acuzată de încălcarea legilor privind prohibiția și prostituția, iar autoritățile vor să o expulzeze. Singura sa soluție de a rămâne în SUA rămâne ajutarea autorităților pentru a-l prinde pe Dillinger. Gangsterul o vizitează deghizat și îi propune să fugă împreună în Mexic. Ea spune că are nevoie de timp de gândire și îl invită în acea seară pe Dillinger la cinematograf pentru a vedea un film împreună. Anna îl anunță pe Zarkovich că va fi în acea seară cu gangsterul la Biograph Theater și se va îmbrăca în roșu pentru a fi mai ușor recunoscută. Zona cinematografului este împânzită de polițiști înarmați, iar Dillinger este împușcat la ieșirea de la film. Mafioții îi incendiază localurile în semn de răzbunare. Zarkovich o convinge pe Anna să se întoarcă în România pentru a scăpa de răzbunarea mafioților.
Femeia se întoarce în țară și trăiește ca o persoană bogată, cu banii obținuți de la companiile de asigurări și cu recompensa pentru prinderea lui Dillinger. Ea devine amanta lui Liviu Balș, jurnalist la ziarul Independența, și este vizitată periodic de Angie. Încearcă să-și reia relația cu Tit Liviu Podoleanu, dar acesta o tratează ca pe o străină. Anna scrie memorii pentru a i se permite reîntoarcerea în SUA. Inspectorul de siguranță Comșa (Valentin Mihali) o urmărește și pătrunde pe furiș în casa femeii; el cotrobăie prin casă și găsește un sac cu dolari. Anna se întoarce brusc acasă și, văzându-l pe inspector cu sacul cu bani, are un șoc și moare.
Filmul se termină cu reluarea scenei de la început în care medicul legist examinează cadavrul, acesta fiind finalul filmului realizat de cei doi studenți. Tinerii sunt întrebați de o jurnalistă cum au reușit să facă un film într-o perioadă de austeritate pentru cinematografia națională, iar ei răspund că au avut noroc că a murit un regizor bătrân.

## Distribuție
- Elena Albu — Anna Sage/Ana Persida Cumpănaș, patroana barului Sweet Grove Club și a cantinei Siolak
- Dragoș Pâslaru — dr. Tit Liviu Podoleanu, medic legist șef pe lângă Tribunalul din Timișoara (menționat Dragoș Pîslaru)
- Radu Amzulescu — John Dillinger, gangster american
- George Petcu — Martin Zarkovich, polițist american, apoi agent special al FBI
- Răzvan Popa — Liviu Balș, jurnalist la ziarul Independența
- Valentin Mihali — Comșa, inspector de siguranță
- Cătălina Mustață — Tina, tânără scenaristă
- Marius Stănescu — Paul, tânăr regizor
- Ștefan Potzolli
- Ion Chelaru — Matei, asistentul medicului legist Podoleanu
- Mircea Andreescu — nenea Ciovu, tatăl Anei
- Cornel Ciupercescu — barmanul italian de la Sweet Grove Club
- Maria Junghietu — Clara, vecina Anei Cumpănaș din Timișoara
- Lucia Maier
- Mihaela Sîrbu — Anghelina (Angie Lena), fiica lui Vichentie
- Eugenia Bosînceanu — țărancă bătrână din Lunga
- Olga Tudorache — ducesa Nacu (Nako), aristocrată văduvă din Transilvania
- Niculae Urs (menționat Nicolae Urs)
- Rodica Horobeț
- Cătălin Crișan — procurorul Ioan Ispas
- Ionel Mihăilescu
- Mircea Constantinescu
- Carmen Papa
- Adrian Drăgușin
- Daniela Nane
- Constantin Florescu
- Cristina Dogaru
- Elena Maican
- Valentin Popescu
- Petru Maier
- Corneliu Tigancu
- Ion Pomponiu
- Vasile Popa
- Adrian Pavlovschi
- Florin Mărculescu

## Sursă de inspirație
Filmul pornește de la o poveste reală: prinderea gangsterului american John Dillinger (1903-1934) de către FBI, cu ajutorul Anei Cumpănaș (1889-1947), o patroană de bordel din Chicago, de origine română, cunoscută ca „Femeia în roșu”.
Ana Cumpănaș s-a născut în 1889 la Comloșu Mare, un sat din Banat (pe atunci parte a Austro-Ungariei, actualmente în județul Timiș, România). S-a măritat cu Michael Chiolak în 1909, cu care a avut un fiu pe nume Steve Chiolak (n. 1911). Cei doi soți au emigrat în SUA, divorțând acolo. Ea a călătorit în România în 1923 sau 1924, vizitându-și mama și întorcându-se în SUA la bordul vasului RMS Majestic. Ana Cumpănaș s-a căsătorit apoi cu avocatul de origine română Alexandru Suciu, cei doi soți schimbându-și numele de Suciu în cel de Sage. Relațiile dintre Alexandru și Steve n-au fost tocmai amicale, ceea ce se pare că ar fi fost unul din motivele divorțului, Cumpănaș părăsindu-și soțul în 1932.
În SUA, Ana Cumpănaș a lucrat ca prostituată, devenind ulterior patroană de bordel la Chicago. Amenințată cu deportarea în România în 1934, deoarece era considerată „o cetățeană străină cu un caracter moral scăzut”, Anna Sage l-a trădat autorităților pe John Dillinger care era acuzat printre altele că ar fi omorât doi polițiști din Chicago la data de 24 mai 1934. Ea spera să obțină astfel dreptul de ședere permanentă în SUA, precum și recompensa promisă pentru capturarea lui Dillinger. Ea i l-a arătat pe Dillinger agentului FBI Melvin Purvis, iar gangsterul a fost împușcat la 22 iulie 1934 în fața unui cinematograf din Chicago. Anna Sage s-ar fi îmbrăcat în roșu în acea seară pentru a fi mai ușor reperată de agenții FBI.
După uciderea lui Dillinger, Anna Sage a primit 5.000 de dolari ca recompensă. Deoarece procedura de deportare începuse deja, ea a fost deportată în 1936 la Timișoara. Ana Cumpănaș a locuit acolo până în 1947, când a murit în urma unei boli de ficat.
Despre viața lui Dillinger au fost realizate mai multe filme americane precum Guns Don't Argue (1957), The FBI Story (1959), Dillinger (1973), The Lady in Red (1979) sau Public Enemies (2009), în care apare și episodul trădării acestuia de către Anna Sage.
Mircea Nedelciu, Adriana Babeți și Mircea Mihăieș au publicat în anul 1990 cartea Femeia în roșu (Ed. Cartea Românească, București, 1990), care a devenit un best seller. Romanul a fost reeditat de mai multe ori.

## Producție
Scenariul filmului a fost scris de Mircea Veroiu, fiind inspirat din romanul Femeia în roșu de Mircea Nedelciu, Adriana Babeți și Mircea Mihăieș. Dialogurile în limba engleză au fost traduse de Călin Coțoiu.
Filmul a fost produs de Studioul Patru Profilm și Studioul Cinematografic București, fiind turnat pe platourile de la Buftea. O parte din cadre au fost filmate la Timișoara. Scenele a căror acțiune se petrece în America anilor '20-'30 au fost filmate pe peliculă alb-negru, iar celelalte pe peliculă color.
Regizori secunzi au fost Doina Cărădan și Mircea Plângău. Filmările combinate au fost realizate de operatorul Nora Irimescu și de tehnologul Nicolae Novac, iar trucajele de operatorul Valentina Crăciun.
Filmul a avut premiera la 17 octombrie 1997, iar regizorul a murit două luni mai târziu, la 26 decembrie 1997. La finalul filmului, cei doi tineri cineaști care refac destinul Anei Cumpănaș afirmă că au putut să debuteze cu un film într-o perioadă de austeritate pentru cinematografia națională numai datorită morții unui regizor bătrân. Mircea Veroiu și-a exprimat tristețea față de impertinența debutanților care dădeau vina pe regizorii bătrâni pentru neputința lor de a se realiza din punct de vedere profesional: „Mă bucur că despărțirea de cinematografie (impusă) pe care o sufăr se face cu acest film. Teme importante - destin, forța de a rezista împrejurărilor potrivnice, impertinența cotidiană a debutanților - se împletesc pentru acest «rămas bun»... Într-o prea tânără bătrânețe mă despart de film cu gândul că deșertul cultural e în față și nu în urmă, cum scriu atâția (cel puțin în cinematografie). Dar o țară care se agață cu disperare și neputință de ultimele trepte ale civilizației era normal să renunțe la primele trepte ale civilizației și culturii. Iar cinematograful e printre ele. Rămas bun!” 

## Recepție
Filmul Femeia în roșu a fost vizionat de 7.855 de spectatori la cinematografele din România, după cum atestă o situație a numărului de spectatori înregistrat de filmele românești de la data premierei și până la data de 31.12.2007 alcătuită de Centrul Național al Cinematografiei.
La momentul apariției, filmul a fost primit cu critici mixte. Gabriela Hurezean afirma în ziarul „Național” că într-o perioadă de pervertire a gustului public prin sex și violență creația lui Mircea Veroiu este un „film frumos în toată puterea cuvântului”.

În Istoria filmului românesc (1897-2000) (Ed. Fundației Culturale Române, București, 2000), criticul Călin Căliman consideră că Veroiu abordează în acest film drama emigrantului, încorporând „propriile stări și sentimente, propriile meditații privind înseși rosturile artei sale”. Filmul este un „film în film”, cu imagini provenite parcă dintr-un album fotografic vechi. Regizorul Mircea Veroiu, împreună cu operatorul Marian Stanciu, cu scenaristul Radu Corciova, cu creatoarea de costume Ioana Corciova și cu compozitorul Virgil Popescu au imprimat imaginilor o „patină de epocă”. Interpretarea Elenei Albu este considerată a fi „de mare firesc, rafinat nuanțată”, eroina degajând pe sub aerul dinamic și activ o doză de vulnerabilitate.
Criticul Tudor Caranfil nu a dat filmului nicio stea și a făcut următorul comentariu: „Anne Sage, emigrantă din România, ține la Chicago o speluncă în care-l găzduiește frecvent pe Dillinger. Șantajată de anchetatori, ea îl vinde poliției pe „Inamicul public nr 1”. Doi tineri cineaști o vor descoperi mai târziu în România, încercând să-i folosească secretele pentru un ipotetic film de cinema. Preluând motivul epic al unei glume literare improvizate în comun de un trio de scriitori ardeleni, cineastul improvizează, la rându-i, în serios însă, un thriller tip Buftea pe relația Anne–Dillinger. Pentru a disimula linia narativă săracă, realizatorul recurge la tertipul sofisticării inutile a dramaturgiei, povestea Annei devenind rezultatul anchetei angajate, peste decenii, de tinerii regizori, după modelul celor doi „oameni”, de marmură și fier, ai lui Wajda. Format în exerciții de cinematecă, autorul „leonizează” (ca în Once Upon the Time in America) mirifica adolescență a eroinei, combinând Adela cu o doză de Butch Cassidy. Secv. rapel pentru destinul filmului românesc în primul deceniu al „tranziției”: întrebat cum de a avut șansa să debuteze, un tânăr cineast român răspunde: „Am avut noroc! A murit un cineast bătrân...” Privitorul din perspectiva anului 2050 s-ar putea întreba de ce, dacă tot era epuizat, a fost necesar ca bătrânul să moară și nu s-a retras de bunăvoie, să-i facă loc tânărului care, poate, ar fi avut mai mult de spus.” 

## Premii
Uniunea Cineaștilor din România (UCIN) a acordat Premiul „In Memoriam” pentru anii 1996-1997 regizorului Mircea Veroiu pentru filmele Craii de Curtea Veche, Femeia în roșu și Scrisorile prietenului.